# 東窟寺
東窟寺（とうくつじ）は兵庫県丹波篠山市藤岡奥にある天台宗の寺。

## 概要
大化年間に法道仙人によって開かれたとされ、五台山の山号の由来は、寺のある山に五大岩と呼ばれ、篠山市文化財指定にもなっている五つの大岩があることから、中国の五台山にちなんで名付けられたと伝えられる。歴代篠山城主の祈願所ともなっていた。永禄年間には山中に四十九院七堂伽藍を持っていたが、天正7年、明智光秀の兵火より、すべて焼失した。この際、本尊の十一面観世音菩薩（現在は秘仏）、脇侍の不動明王、毘沙門天王、薬師如来は無事であったと伝えられ、現在も毘沙門堂には毘沙門天王、恵比寿堂には恵比寿が祀られている。江戸時代には藩主松平家や篠山城主らによって再興をはたし、歴代城主祈願所として栄えた。近年は東窟寺霊園を併設し、「永代供養墓」経営など無縁社会時代をにらみ墓苑経営にも注力する。

## 岩谷観音
本堂より約600m登った場所に「岩屋の観音さん」として古くから地元で親しまれている「岩屋観音」があり、「晦（つごもり）観音」と呼ばれる観音像が祭られ、本尊となっている。観音堂内には、地蔵菩薩、釈迦如来、文殊菩薩、普賢菩薩の釈迦三尊が祀られる。観音堂裏手には、洞窟があり人身御供を要求する大蛇を教化したと伝えられる法道仙人の石像が祀られている。また、観音堂へいたる山道沿いには、不動の滝や心経塔など多くの史跡が点在し、観音堂からは篠山盆地が一望できる。

## 植生
また、五大岩とその周辺の岩にはシシラン、フジシダ、オオフジシダなどのシダ植物や、多種類の貴重なコケ類などが観察される。その他樹木などの植生はアラガシ、ウラジロガシなどドングリ類の木が多く見られ、多様な動植物の宝庫として「里山ふれあい森づくり事業」の一環として、兵庫みどり公社による森林、歩道の整備がなされている。

## 年中行事
- 2月11日 大般若会（祈願祭）

## 東窟寺 Gallery

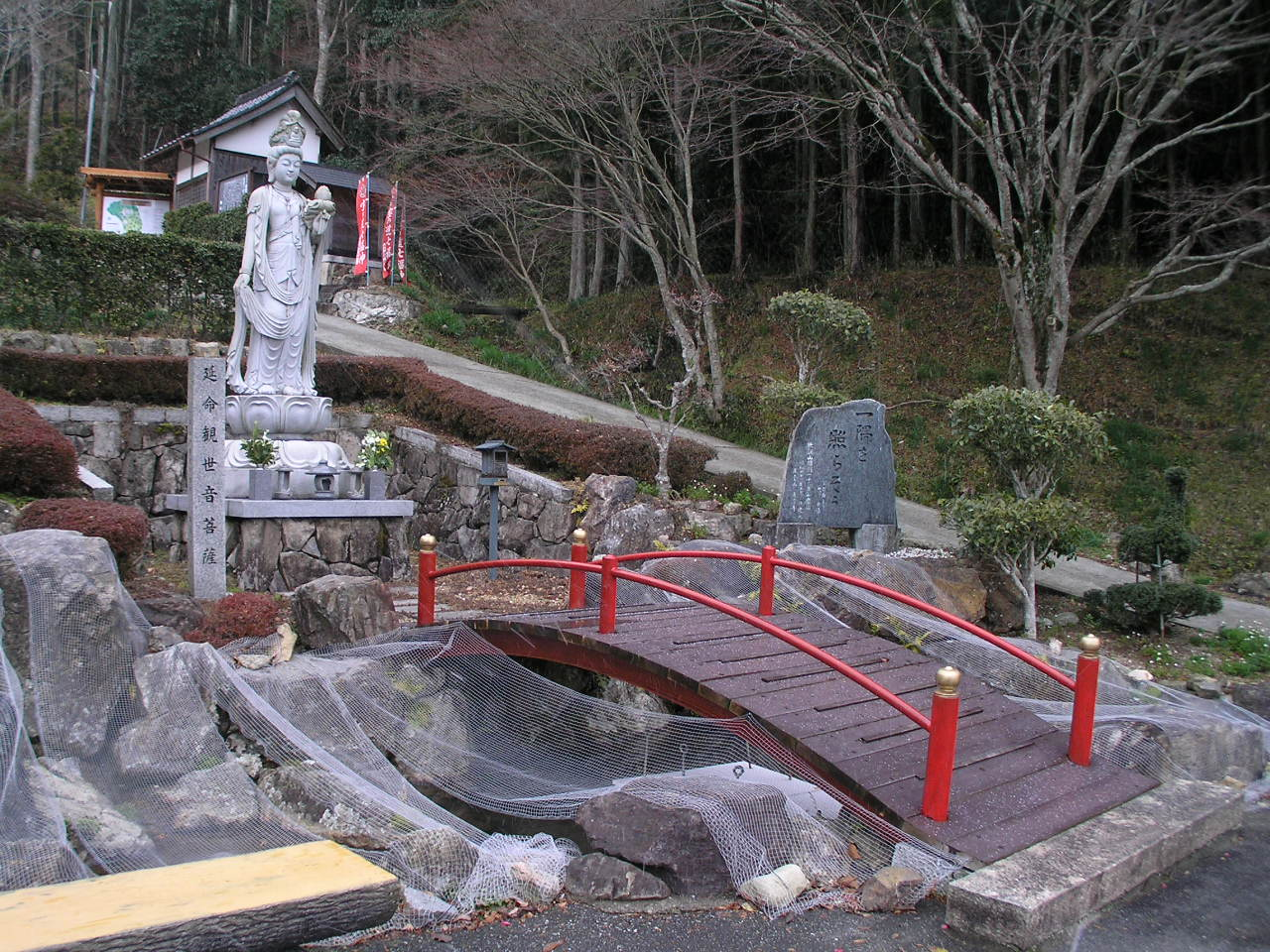
東窟寺延命観音菩薩と岩屋観音参道
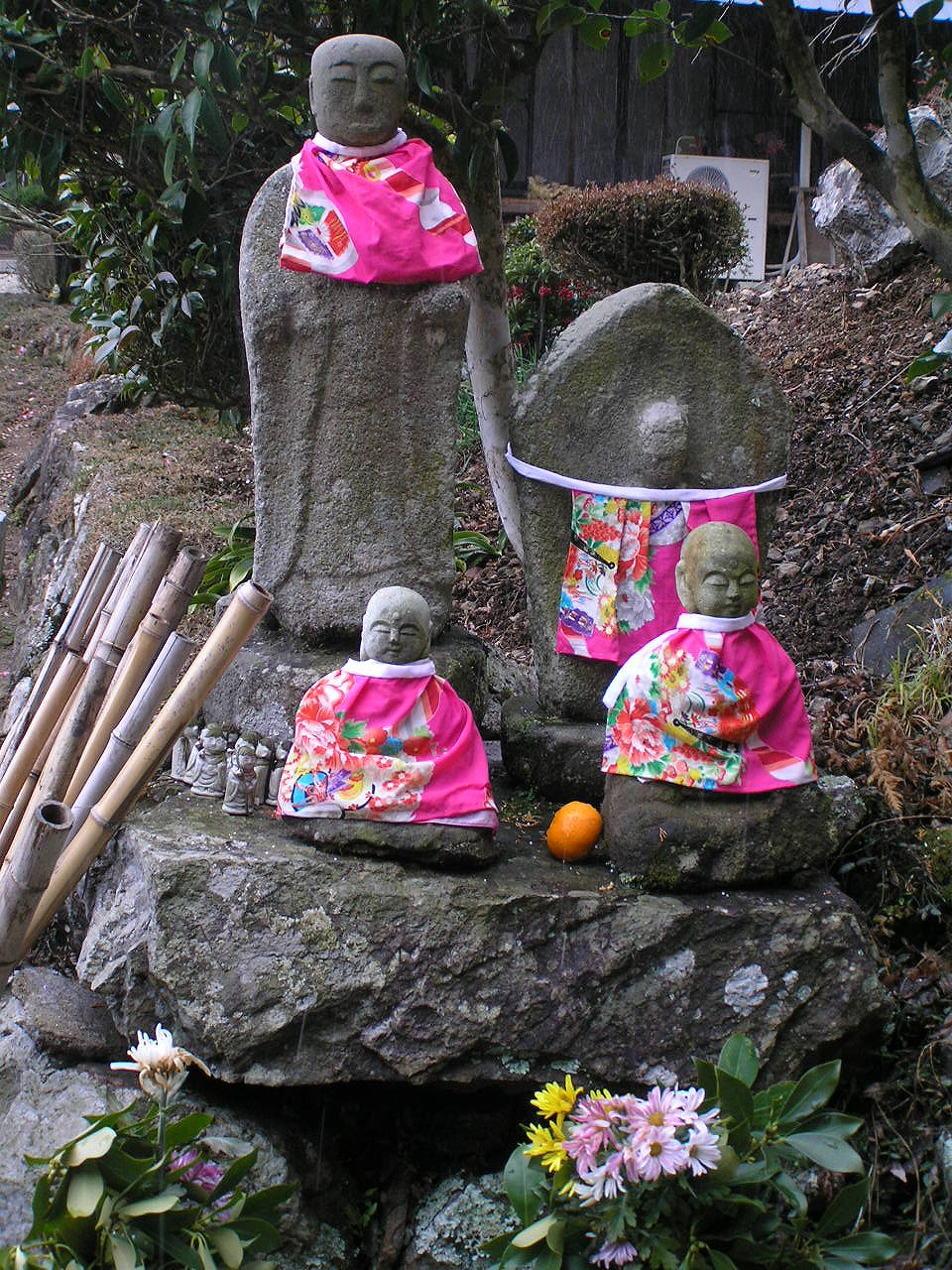
岩屋観音参道入り口に立つ石仏
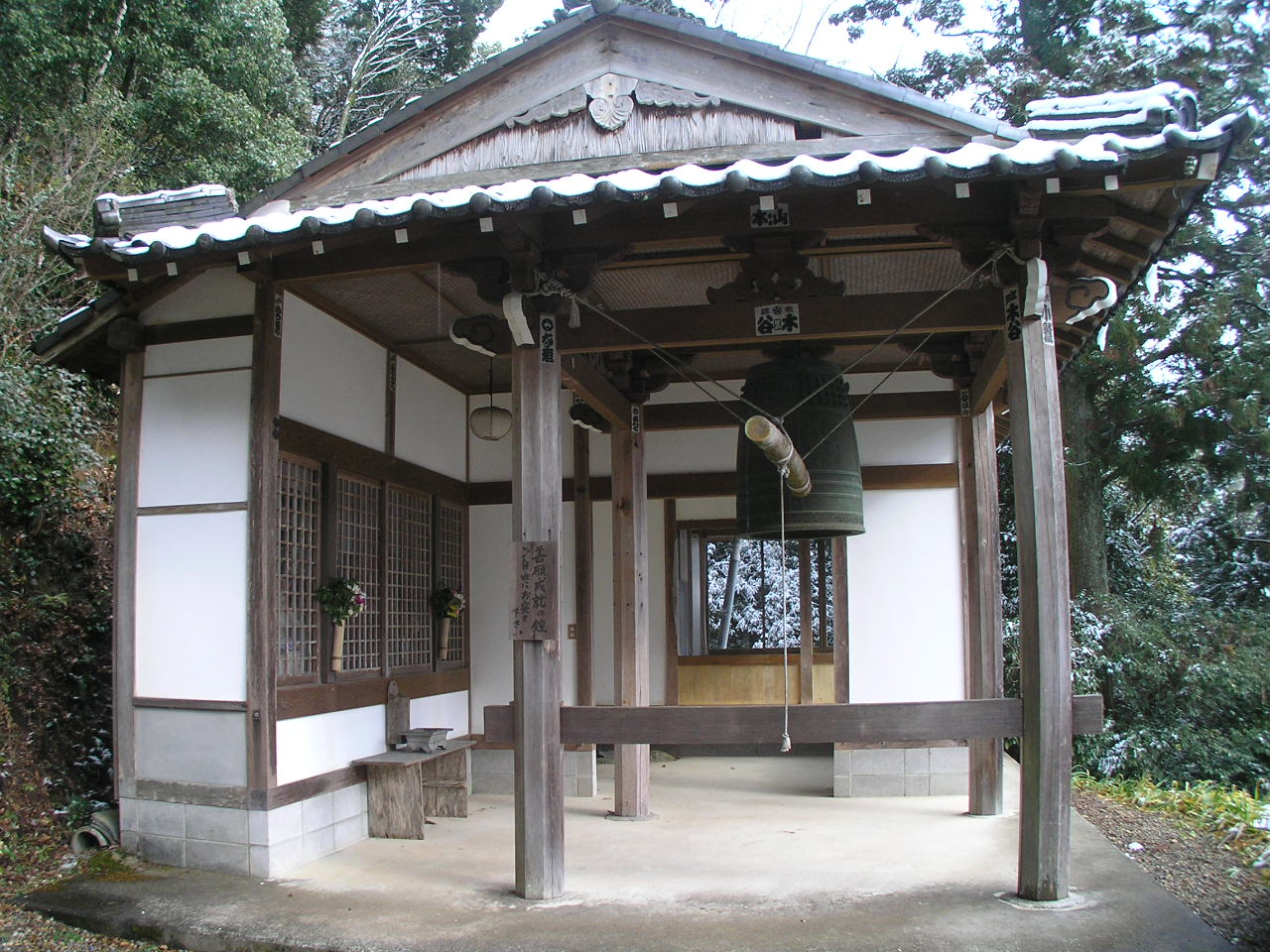
山腹にある岩屋観音お堂

## 指定霊場
- 篠山市四国第三十番霊場
- 丹波光七福神第十二番霊場